# John William Godward
John William Godward (9. srpna 1861 Wimbledon — 13. prosince 1922 Londýn) byl britský malíř, představitel neoklasicismu a akademismu.
Pocházel z konzervativní úřednické rodiny, umění se začal věnovat jako samouk. Jeho styl ovlivnili jak prerafaelité, tak představitelé viktoriánského dekorativního umění jako Frederick Leighton a Lawrence Alma-Tadema. S Alma-Tademou ho spojovalo osobní přátelství založené na společném zájmu o antickou kulturu. Tento směr bývá označován jako Marble School (mramorová škola) pro zálibu ve zobrazování starověkých staveb. Godward volil náměty z mytologie a historie nebo ze všedního života středomořských národů, často zobrazoval atraktivní mladé ženy v historizujících róbách i bez nich. Jeho technicky precizní tvorba probouzela v zákaznících z vyšší vrstvy nostalgii po idealizovaných starých časech; byl úspěšným módním malířem, který vystavoval v Royal Academy of Arts a měl ateliér v Chelsea, zúčastnil se i Pařížského salonu, roku 1912 vyvolal společenský skandál, když utekl do Itálie s mnohem mladší modelkou prostého původu.
Závěr Godwardova života byl poznamenán silným rozčarováním z poklesu zájmu o jeho tvorbu, způsobeného nástupem modernistů. Ve věku 61 let se otrávil plynem, v dopise na rozloučenou napsal: „Tento svět není pro mě a Picassa dost velký.“ Jeho rodina, která ho zavrhla pro bohémský způsob života, zničila všechny památky na něj, nezachovala se ani jedna umělcova fotografie.
Až na konci dvacátého století se Godwardovo dílo znovu stalo vyhledávaným sběratelským artiklem, jeho obraz Dolce far niente byl vydražen za 567 000 liber.

## Galerie

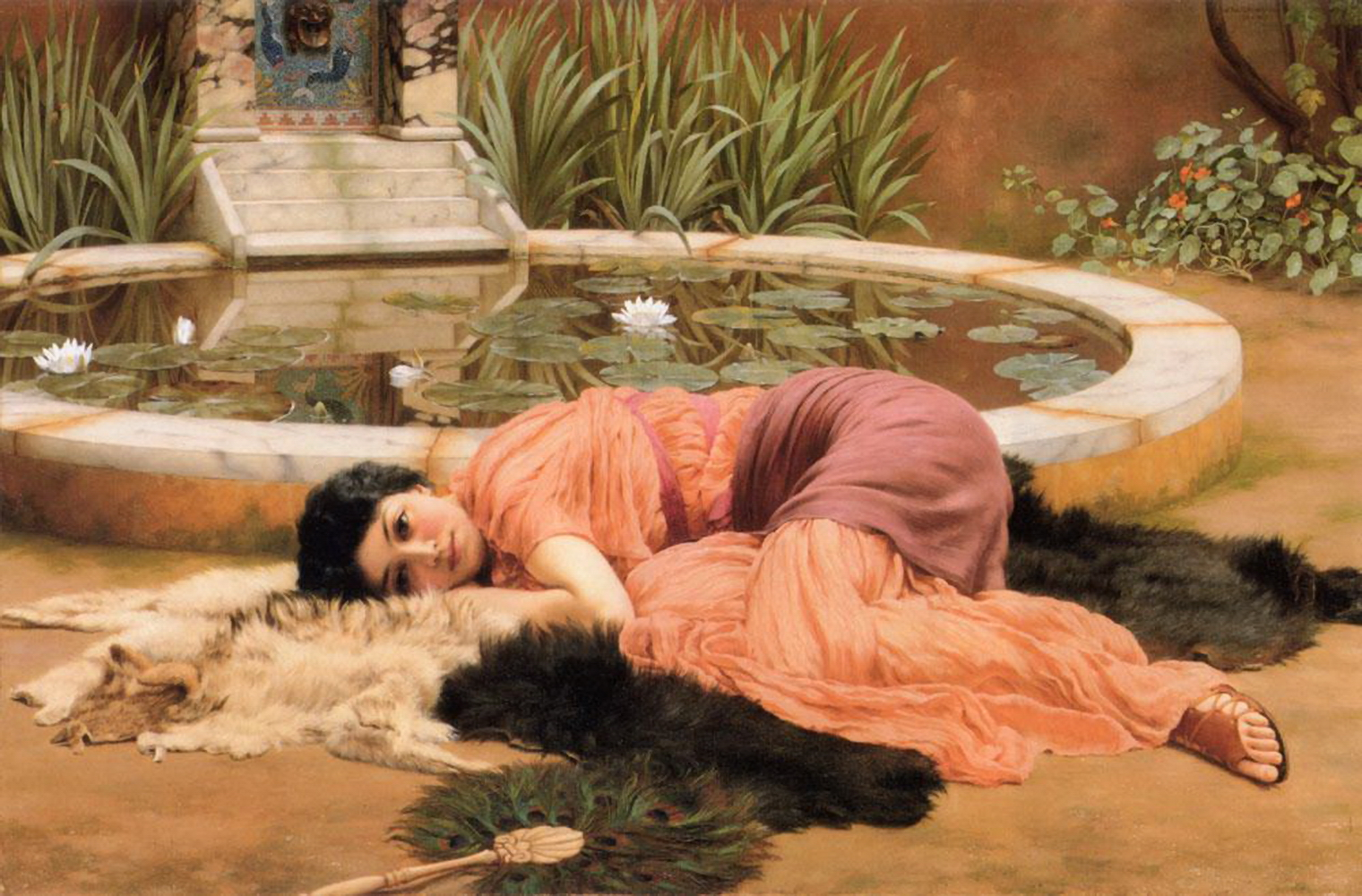
Dolce far niente, 1904
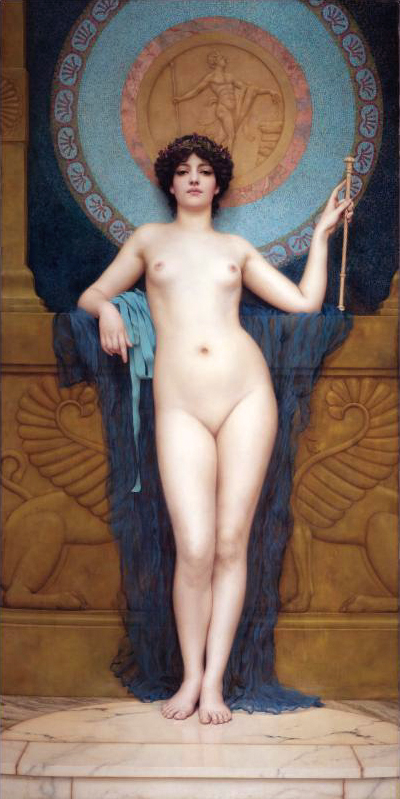
Kampaspé, 1896
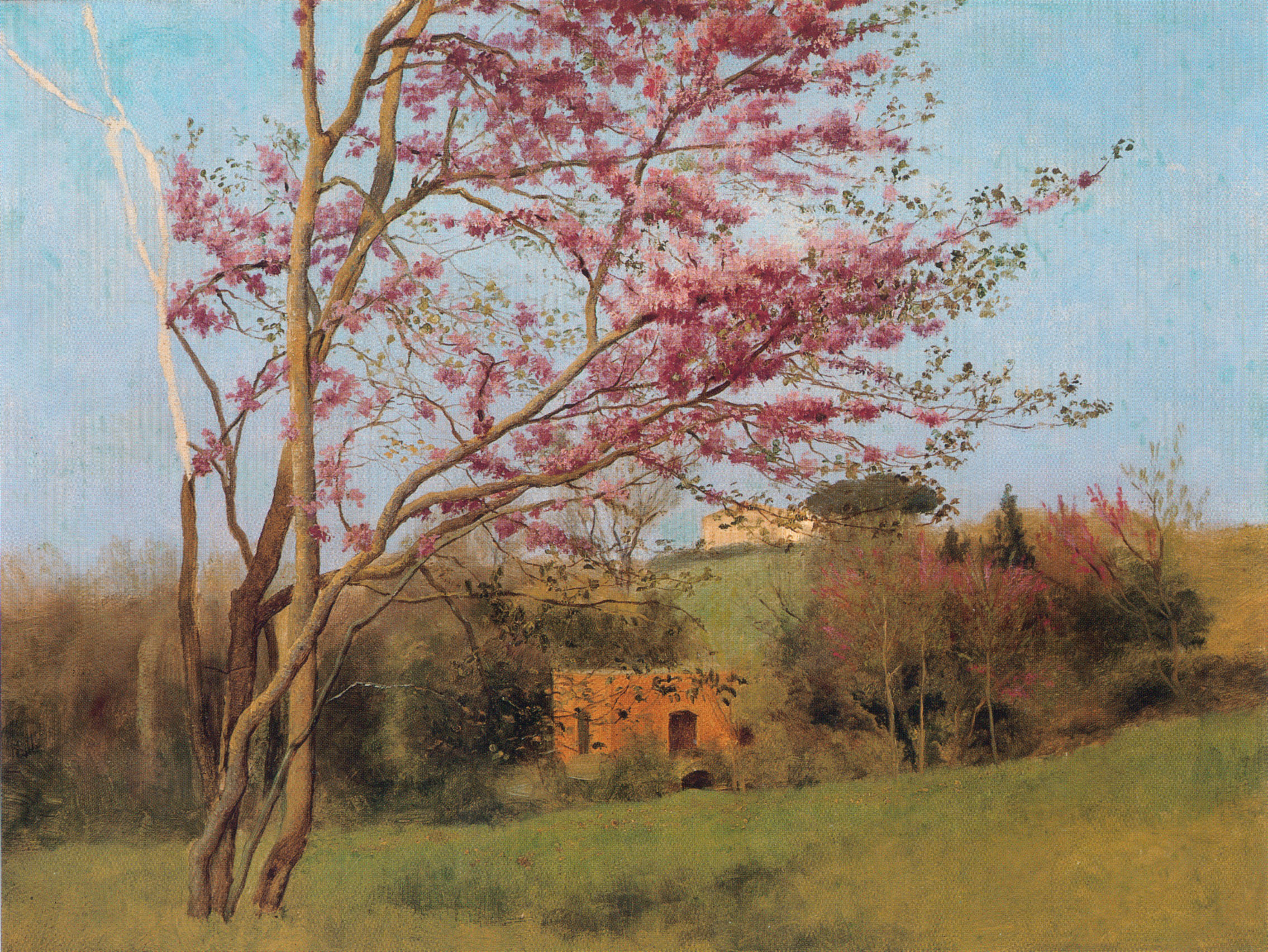
Krajina s rozkvetlou mandloní, 1912
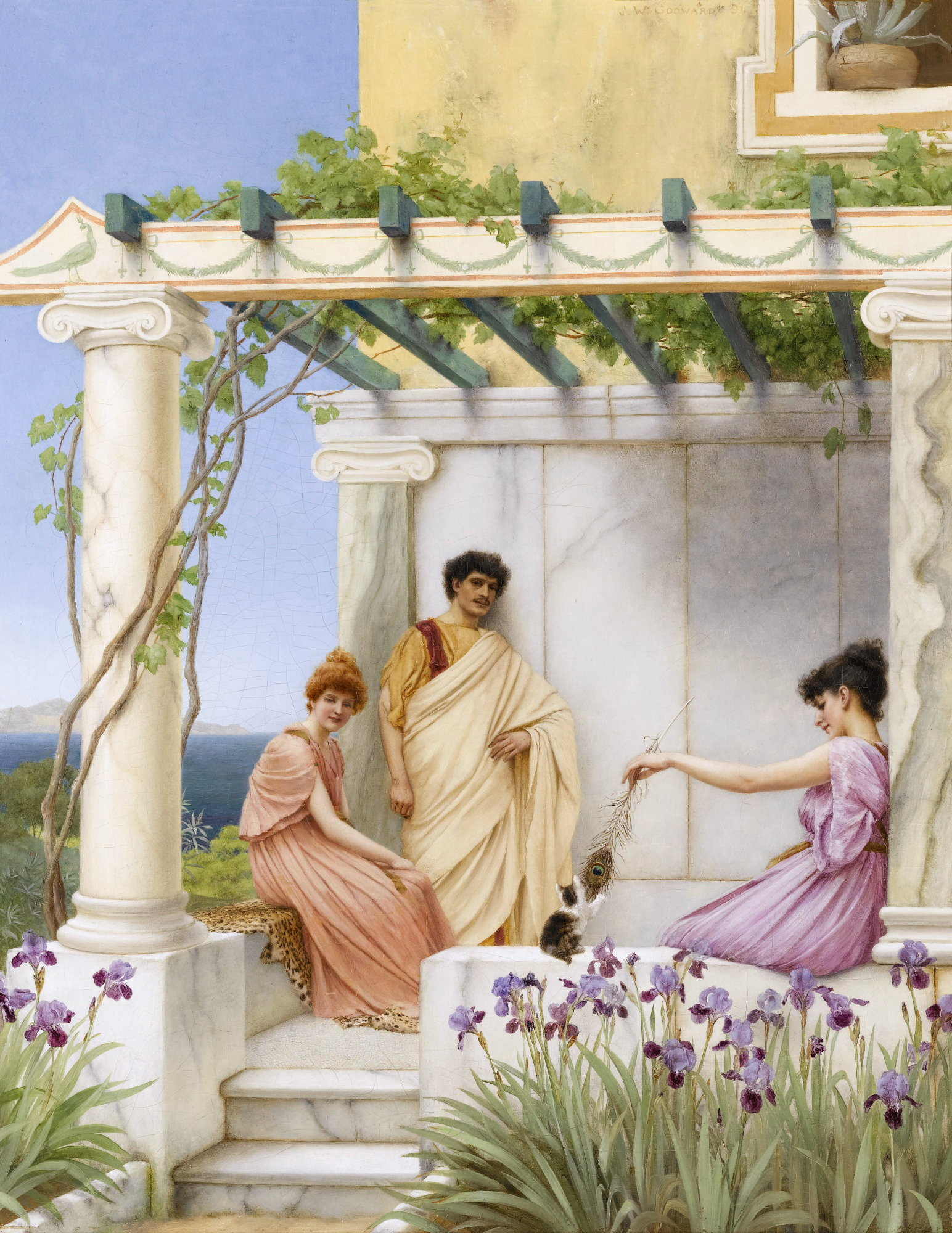
Čas her, 1891